# 유잔양
유잔양(柳殘陽, 본명 고견기(高見幾), 1941년 ~ 2014년)은 중화민국(대만)의 중국무협소설 작가이다.
1948년 직계 일가족과 함께 중화민국 타이완 성 타이베이로 이주한 그는 1961년 '옥면수라'(수라칠절)를 시작으로 무협소설을 쓰기 시작한 그는 '효중웅', '금조맹'등으로 대만에서 큰 인기를 얻었다. 대한민국에서도 70년대 번역무협소설 중에는 유잔양 작으로 속여서 쓴 작품도 많다.
주로 잔인하게 소설을 썼기 때문에  '철혈강호파' 의 시초로 불린다. 1991년에 절필할 때까지 80여 편의 소설을 써냈다. 대한민국에서는 '천괴성'만 출시되었고 '옥면수라'같은 소설은 70년대 출시되었으나 지금은 구하기 쉽지 않다. 그의 소설인 '탕마지', '오야도'는 1980년대에 드라마로 만들어졌다.

## 드라마화된 작품
- 1982년 탕마지 백표, 연남희, 진군보 주연 / 왕중광 감독
- 1985년 오야도 척관군, 하광리 주연 / 척관군 감독

## 소설 목록
- 《옥면수라 (玉面修羅)》
- 《금조맹 (金雕盟)》
- 《효중웅 (梟中雄)》
- 《효패 (梟覇)》
- 《오야도 (傲爺刀)》
- 《탕마지 (蕩魔誌)》
- 《단인 (斷刃)》
- 《성혼 (星魂)》
- 《상월도 (霜月刀)》
- 《염왕인 (閻王印》